# 구두닦이

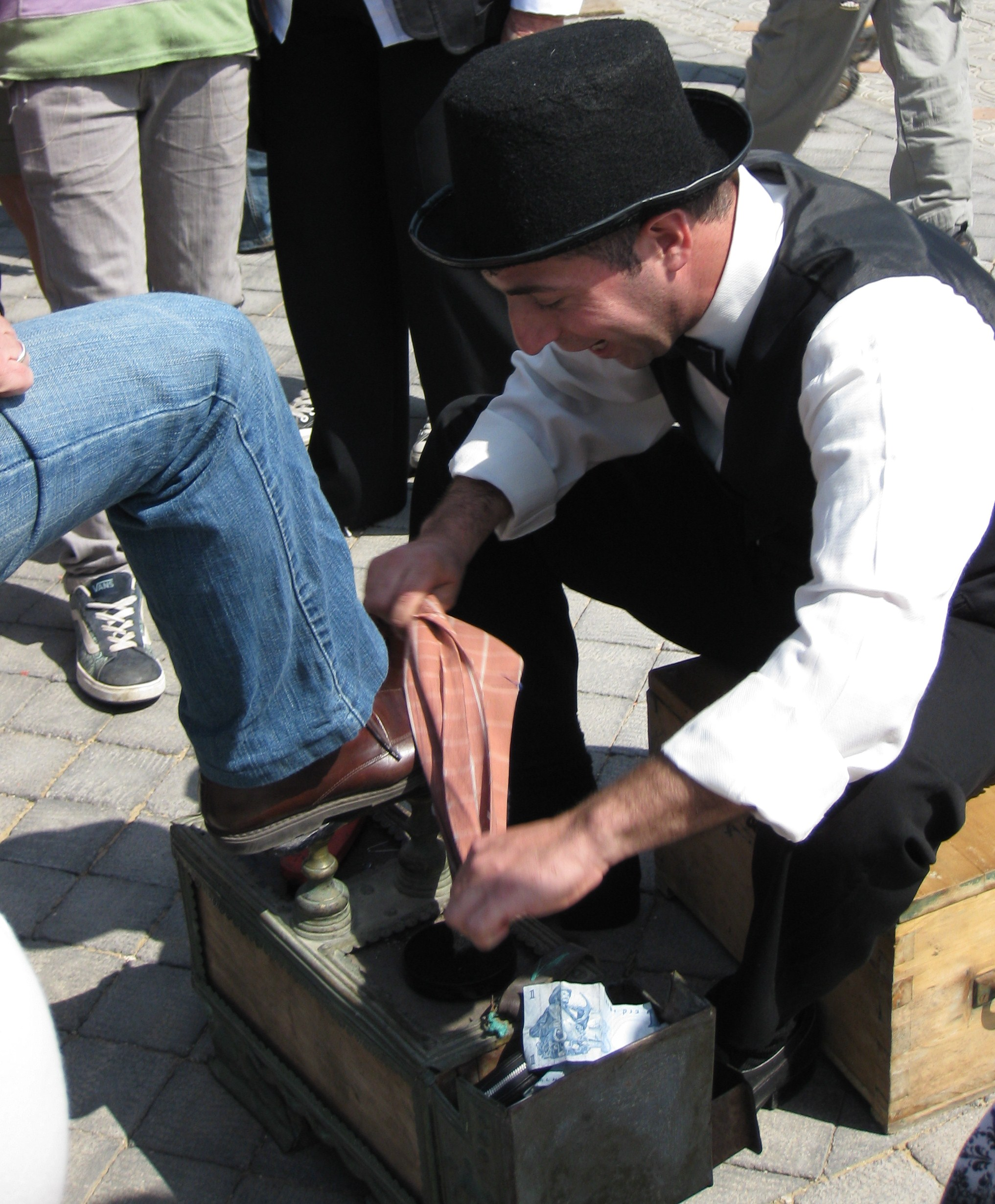
이스라엘의 구두닦이

구두닦이는 구두와 같은 신발을 닦아주는 직업이다. 사람이 신발을 닦고 광을 낸 다음 구두약을 발라 윤기나는 외관과 보호 코팅을 제공하는 직업이다. 대부분의 서구 문명에서는 이 역할이 폄하되지만, 광택이 나는 신발은 전 세계의 많은 어린이와 가족에게 중요한 수입원이다. 일부 구두닦이는 신발 수선 및 일반 재봉과 같은 추가 서비스를 제공한다. 가수, 대통령 등 유명 인사들도 구두닦이로 직장 생활을 시작했다.

## 역사
빅토리아 시대 영국의 매우 큰 가구에는 신발 관리를 전문으로 하는 부트 보이(Boot Boy)라는 젊은 남성 하인이 포함되기도 했다. 이 일을 수행하는 호텔 직원은 일반적으로 더 부츠(The Boots)라고 불렸다. (부츠는 스나크 사냥의 승무원 중 한 명이었다.) 브랜드화된 구두약은 19세기 초에 등장했다. 찰스 디킨스는 1824년 12세의 나이로 런던에 있는 워런스 블래킹 팩토리(Warren's Blacking Factory)에 고용되었다. 19세기 후반부터 구두닦이 소년들이 활발히 활동했다. 거리에서의 무역은 영국 도시에서 흔했다.